# Tsakuam
Tsakuam, jedna od skupina Stalo (Halkomelem) Indijanaca s rijeke Fraser u kanaskoj provinciji Britanska Kolumbija. Njihovo središte je selo Shilekuatl u Yale. Indijanska populacija Yalea 1910. bila je 76.
Govorili su upriver ili Halq’eméylem dijalektom.